# アクリルスタンド
アクリルスタンドは、透明なアクリル板に人物やキャラクターなどの画像を印刷して切り抜き、台座に差して自立できるようにしたものである。アクリルフィギュアともいう。アクリルスタンドの略称である「アクスタ」と呼ばれることが多い。

## 歴史
アニメ・ゲームなどの二次元キャラクターのグッズとして作られたのが始まりである。人物の実写としては、ハロー!プロジェクトの「フィギュアスタンドキーホルダー」が先駆けと言われており、2014年にはAKB48やK-POPアイドルからもアクスタが発売されていた。2017年頃には『刀剣乱舞』などの2.5次元舞台や『ラブライブ!サンシャイン!!』の声優ユニットAqours、2018年にはジャニーズ事務所のアイドルや宝塚歌劇団、2020年には仮面ライダー、2021年には吉本興業所属芸人のアクスタが発売されており、2022年現在、キャラクターやタレントのグッズとして一般的となった。他にも、ロックバンドや野球選手、プロレスラー、雀士などのアクスタも存在する。

## 仕様
素材はアクリル樹脂である。本体には人物やキャラクターの画像（全身であることが多い）が印刷され、1～2ミリメートル程度の余白を残して切り抜かれる。サイズは様々であり、高さ15センチメートル程度の手のひらサイズのものが一般的であるが、高さ10センチメートル以下のミニサイズのものや、60センチメートル程度のビッグサイズのものもある。台座は取り外し可能なものが一般的で、円形や四角形のアクリル板に板の厚みに合わせた穴が開けられており、穴に本体を差し込むことで自立させることができる。

## 用途
| アクリルスタンドの使用例（河野ひより） |  | アクリルスタンドの使用例（河野ひより） |
| アクリルスタンドの使用例（河野ひより） |  |                                        |

当初は飾って楽しむものであったが、現在ではコンサートやイベントの際に会場と一緒に写真を取ったり、外出先で食事や風景などと一緒に写真を撮ったりして、SNSに投稿するという楽しみ方もされている。アクスタを撮影するための背景ジオラマや、きれいに保管するためのスタンドやケースなども存在する。
また、個人でも1個から安価に発注できるため、子供やペットなどの写真を使用したオリジナルアクスタを製作するなど、成長記録や記念品としても使用されている。
一部のアクスタは、あらかじめ上部に吊り穴が設けられており、台座を外して穴にチェーンなどを通すことで、キーホルダー（アクリルキーホルダー、アクキー）として使用することもできる。